# Hunter (Dakota del Norte)
Hunter es una ciudad ubicada en el condado de Cass en el estado estadounidense de Dakota del Norte. En el censo de 2010 tenía una población de 261 habitantes y una densidad poblacional de 65,95 personas por km².

## Geografía
Hunter se encuentra ubicada en las coordenadas 47°11′24″N 97°12′50″O / 47.19000, -97.21389. Según la Oficina del Censo de los Estados Unidos, Hunter tiene una superficie total de 3.96 km², de la cual 3.92 km² corresponden a tierra firme y (0.85%) 0.03 km² es agua.

## Demografía
Según el censo de 2010, había 261 personas residiendo en Hunter. La densidad de población era de 65,95 hab./km². De los 261 habitantes, Hunter estaba compuesto por el 97.7% blancos, el 0% eran afroamericanos, el 0% eran amerindios, el 0% eran asiáticos, el 0% eran isleños del Pacífico, el 0% eran de otras razas y el 2.3% pertenecían a dos o más razas. Del total de la población el 0% eran hispanos o latinos de cualquier raza.